# Anders Börje
Anders Börje, egentligen Börje Vilhelm Napoleon Andersson, född 14 mars 1920 i Oscars församling i Stockholm, död 26 mars 1982 i Farsta, Stockholm, var en svensk sångare, kompositör och skådespelare.

## Biografi
Börje växte upp i Djurgårdsstaden i Stockholm. Han började utbilda sig till skådespelare men avbröt studierna när han fick ett genombrott inom sången med sin insjungning av schlagern "Två små röda rosor" 1942. Han medverkade i Casinorevyn 1946 som revyartist och sångare. 
Anders Börje gjorde över 300 skivinspelningar; några av de mest kända är hans tolkningar av Lille Bror Söderlundhs tonsättningar av Ferlins dikter. Sista skivinspelningen skedde 1979 då han gav ut en LP med Bellmantolkningar. Han har även varit verksam under namnet Börje Andersson. 
Anders Börje var gift med skådespelaren Maj-Britt Nilsson 1945–1949 och åren 1951–1953 med kriminalförfattaren Loulou Forsell, dotter till operachefen John Forsell. Anders Börje är gravsatt i minneslunden på Råcksta begravningsplats.

## Filmografi
- 1947 – Tant Grön, Tant Brun och Tant Gredelin
- 1947 – Sången om Stockholm
- 1948 – Främmande hamn
- 1948 – Kärlek, solsken och sång
- 1948 – Loffe som miljonär
- 1948 – Janne Vängmans bravader
- 1949 – Smeder på luffen
- 1951 – Talande tråden (kortfilm)
- 1951 – Puck heter jag
- 1953 – Vi var några man (kortfilm)
- 1978 – Frihetens murar

## Kompositör i urval
- "Då väntar jag vid vägarna"
- "Min flicka hon är rund och grann"
- "Visan om kvinnan"
- "Zigenarvisa"

## Textförfattare i urval
- "Min flicka hon är rund och grann"
- "Visan om kvinnan"
- "Zigenarvisa"

## Teater

### Roller
| År   | Roll        | Produktion                                                      | Regi           | Teater        |
| ---- | ----------- | --------------------------------------------------------------- | -------------- | ------------- |
| 1946 | Medverkande | Den ridderliga flugan, revy Stig Bergendorff och Gösta Bernhard | Gösta Terserus | Casinoteatern |